# Binh chủng Pháo Phòng không, Quân đội nhân dân Việt Nam
Binh chủng Pháo Phòng không là một binh chủng thuộc Quân chủng Phòng không-Không quân, Quân đội nhân dân Việt Nam. Đây là binh chủng có bề dày lịch sử chiến đấu lớn nhất trong tất cả các binh chủng thuộc Quân chủng Phòng không-Không quân. Các đơn vị thuộc binh chủng này có nhiệm vụ là sử dụng các vũ khí được trang bị chủ yếu là các súng phòng không và pháo cao xạ phối hợp cùng các binh chủng khác thuộc Quân chủng Phòng không-Không quân, tiêu diệt các phương tiện bay của đối phương và bảo vệ vùng trời của Việt Nam cùng các mục tiêu, cụm mục tiêu kinh tế - chính trị quan trọng trên vùng lãnh thổ, lãnh hải của Việt Nam. Năm 1982, Binh chủng Pháo Cao xạ được nhà nước trao tăng danh hiệu Anh hùng lực lượng vũ trang nhân dân.
Ngày thành lập: 1 tháng 4 năm 1953, ngày thành lập Trung đoàn 367, trung đoàn Pháo Cao xạ chủ lực đầu tiên của Quân đội nhân dân Việt Nam.

## Lịch sử

### Trong Chiến tranh Đông Dương

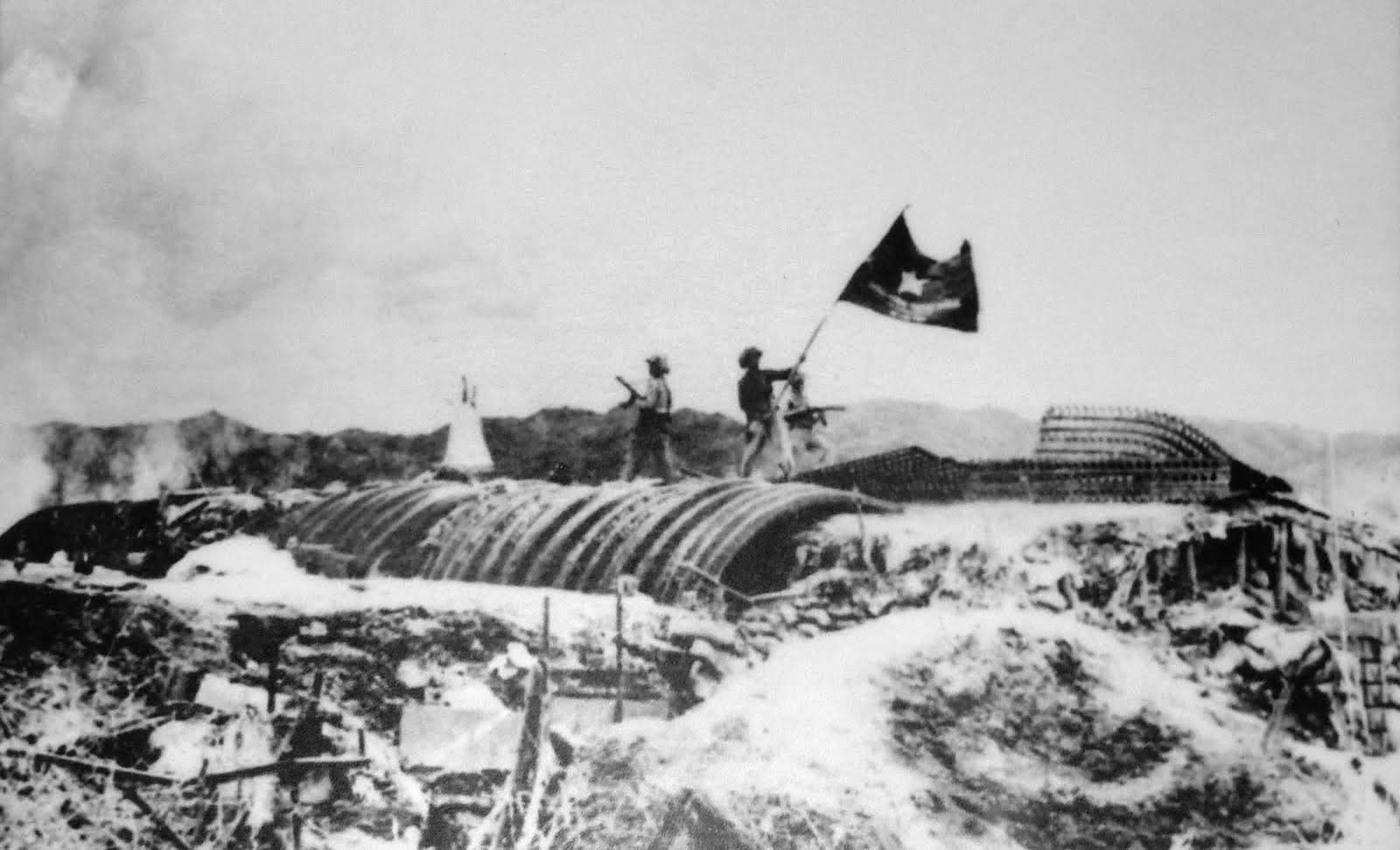
Trung đoàn Cao xạ 367 đã đóng góp rất nhiều vào chiến thắng Điện Biên Phủ năm 1954 của Quân đội nhân dân Việt Nam

Trong Chiến tranh Đông Dương, tuy đã có một phần lợi thế và sức mạnh nhằm đối chọi lại với quân Pháp ở Đông Dương nhưng Việt Minh vẫn hoàn toàn yếu thế trước những đòn tấn công của quân Pháp từ trên không và hoàn toàn không có lực lượng phòng không hay không quân để đối phó. Không quân Pháp làm chủ toàn bộ bầu trời Đông Dương.
Vì vậy, ngày 9 tháng 3 năm 1949, Tổng Tư lệnh Võ Nguyên Giáp ra quyết định thành lập Ban Nghiên cứu Không quân thuộc Bộ Tổng Tham mưu để nghiên cứu các phương pháp chống trả. 
Chỉ đến khi sau Chiến dịch Biên giới thu đông 1950, Quân đội nhân dân Việt Nam bắt đầu có được những viện trợ quý giá từ chính phủ Cộng hòa Nhân dân Trung Hoa, trong đó có những khẩu đội súng phòng không 12,7mm. Lực lượng Không quân Pháp sau những bất ngờ đầu tiên, vẫn duy trì được ưu thế. Tuy nhiên, không lâu sau, tháng 5 năm 1951, người Việt đã cho thành lập Đại đội 612, đơn vị phòng không đầu tiên sử dụng 4 khẩu 37mm. Ban Nghiên cứu Không quân được giải thể và hầu hết cán bộ của Ban được chuyển thuộc vào đơn vị phòng không đang được thành lập. Đến đầu năm 1953, Quân đội nhân dân Việt Nam đã có 8 tiểu đoàn phòng không, với 500 súng máy phòng không 12,7mm và 4 khẩu pháo cao xạ 37mm.

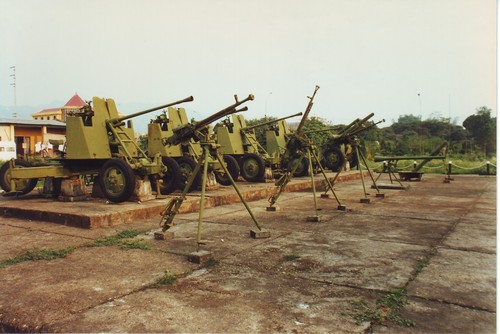
Những vũ khí phòng không mà Việt Minh sử dụng trong kháng chiến chống Pháp

Ngày 1 tháng 4 năm 1953, Đại tướng Võ Nguyên Giáp, nhân danh Tổng Tư lệnh Quân đội nhân dân Việt Nam (chủ tịch Hồ Chí Minh) đã ký quyết định số 06/QĐ thành lập Trung đoàn Pháo cao xạ 367 có khí tài là những khẩu pháo cao xạ 61-K 37 mm viện trợ từ Cộng hòa Nhân dân Trung Hoa được biên chế thành 6 tiểu đoàn.. Và ngày này cũng được chọn làm ngày thành lập Binh chủng Pháo Phòng không-binh chủng đầu tiên của Quân chủng Phòng không-Không quân Việt Nam.
Sau 8 tháng huấn luyện tại Trung Quốc, ngày 1 tháng 12 năm 1953, toàn bộ đội hình Trung đoàn cùng khí tài đã về nước và tập kết ở tây bắc thị xã Tuyên Quang.
Năm 1954, Trung đoàn 367 chính thức tham chiến vào Chiến dịch Điện Biên Phủ. Từ ngày 13 tháng 3 đến ngày 7 tháng 5 năm 1954, Trung đoàn cao xạ 367 đã lập được nhiều chiến công quan trọng, góp phần vào chiến thắng Điện Biên Phủ vang dội khắp năm châu. Trong chiến dịch lịch sử này, tuy bộ đội Phòng không còn non trẻ nhưng đã vượt qua muôn vàn khó khăn, gian khổ ác liệt, chiến đấu dũng cảm kiên cường bám sát yểm trợ các đơn vị bộ binh tiến công, dùng hoả lực phòng không bao vây không phận, cắt đứt con đường tiếp tế duy nhất của địch ở Điện Biên Phủ, làm cho địch hoàn toàn bị cô lập, tạo điều kiện cho bộ binh bao vây, áp sát, tiêu diệt hoàn toàn cứ điểm Điện Biên phủ. Kết thúc chiến dịch đã bắn rơi 52 máy bay (trong đó có 2 trực thăng), bắn bị thương hàng trăm chiếc khác.

### Thời kỳ Chiến tranh Việt Nam

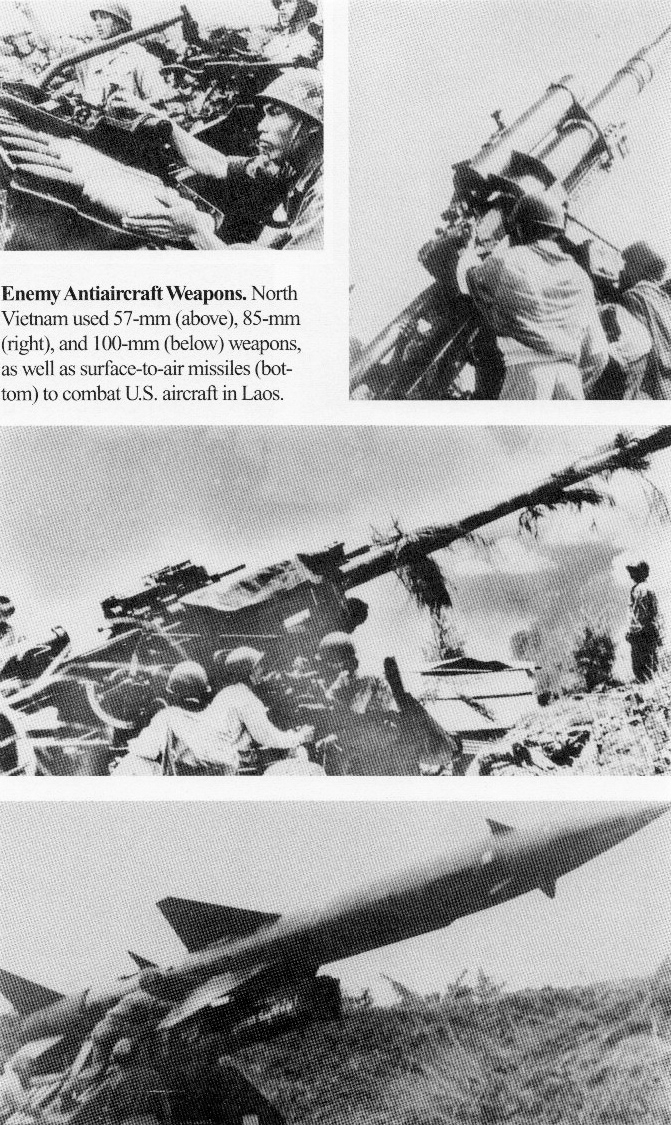
Lực lượng phòng không Quân đội nhân dân Việt Nam trong Chiến tranh Việt Nam

Bắt đầu từ những năm 1954-1955, Quân đội nhân dân Việt Nam bắt đầu có cơ hội và thực hiện nâng cấp, đào tạo bài bản cho các đơn vị thuộc binh chủng Pháo phòng không cũng như thành lập nhiều đơn vị mới. Cũng từ sau chiến thắng Điện Biên Phủ năm 1954 mà nhà nước Việt Nam Dân chủ Cộng hòa bắt đầu được mở rộng mối quan hệ với nhiều nước xã hội chủ nghĩa khác trên thế giới mà đặc biệt là Liên Xô.
Năm 1954, Tổng Quân ủy và Bộ Quốc phòng – Tổng Tư lệnh đã cử 250 cán bộ, chiến sĩ sang Liên Xô học kỹ thuật pháo phòng không để chuẩn bị cho việc tiếp nhận pháo cao xạ Flak 88mm do Đức sản xuất.
Số pháo phòng không 88mm này được Hồng quân Liên Xô thu giữ sau cuộc Chiến tranh Thế giới Thứ hai, nay viện trợ lại cho Quân đội nhân dân Việt Nam. Sau này còn có thêm biến thể Flak 37, Flak 41 tiếp tục có những cải tiến khác được viện trợ cho lực lượng phòng không Việt Nam.
Từ năm 1959, Việt Nam bắt đầu thành lập thêm nhiều binh chủng mới thuộc binh chủng Phòng không - Không quân có chuyên môn kỹ thuật cao, đạt trình độ công nghệ tiên tiến lúc bấy giờ như binh chủng ra đa, binh chủng tên lửa phòng không và đặc biệt là việc thành lập Không quân Nhân dân Việt Nam vào ngày 24-1-1959. Các cán bộ, chiến sĩ của các đơn vị này đều được cử đi nước ngoài học tập, nghiên cứu cách sử dụng vũ khí, khí tài mới.
Đầu những năm 1960, viện trợ cho binh chủng pháo phòng không bắt đầu tăng về cả chủng loại lẫn số lượng bao gồm từ các loại súng máy hạng nặng phòng không DShK 12,7 mm, ZPU-1/2/4 14,5 mm cho đến các loại pháo cao xạ ZU-23-2 23 mm 61-K 37 mm, S-60 AZP 57 mm, KS-19 100 mm.... Các loại vũ khí này được biên chế theo cấp tiểu đoàn, trung đoàn và bố trí tại nhiều trọng điểm đánh phá ném bom của không quân Mỹ ở miền bắc như Hải Phòng, Hà Nội, các khu vực kinh tế, chính trị, quân sự quan trọng và dọc theo các binh trạm trên tuyến Đường Trường Sơn. Cuối chiến tranh, Liên Xô còn viện trợ thêm cho Quân đội nhân dân Việt Nam hai loại pháo cao xạ tự hành như ZSU-57-2, ZSU-23-4. Tổng cộng trong Chiến tranh Việt Nam thì Việt Nam Dân chủ Cộng hòa được viện trợ khoảng hơn 5.000 vũ khí phòng không các loại, từ súng máy 12,7mm cho tới pháo cao xạ 100mm, mà 2 nhà cung cấp chính là Liên Xô và Trung Quốc.

#### Các sự kiện tiêu biểu
Sau năm 1954, Bộ Tổng tư lệnh ra Nghị định số 34/NĐA nâng cấp Trung đoàn Phòng không 367 lên thành Đại đoàn pháo cao xạ hỗn hợp 367 trực thuộc Bộ chỉ huy Pháo binh vào ngày 21 tháng 9 năm 1954. Hoàng Kiện làm Đại đoàn trưởng, Đoàn Phụng làm Chính ủy, Lê Văn Tri làm Phó tư lệnh kiêm Tham mưu trưởng. Đại đoàn được biên chế các cơ quan tham mưu, chính trị, cung cấp và ba trung đoàn 681, 685, 689, trang bị pháo 88mm và 40mm sắp nhận được từ phía Liên Xô. Theo quyết định của Bộ Tổng tham mưu, để giữ bí mật lực lượng, các trung đoàn 681, 685, 689 được gọi là các tiểu đoàn 12, 13, 14. Sau khi được tổ chức và huấn luyện ở Vai Cầy, Thái Nguyên, đêm ngày 16 tháng 12 năm 1955, Đại đoàn 367 hành quân về tiếp quản Hà Nội.
Ngày 21-3-1958, Bộ Quốc phòng ra Nghị định số 047/NĐ quyết định tách Sư đoàn Pháo Cao xạ 367 khỏi Bộ Tư lệnh Pháo binh, tổ chức thành Bộ Tư lệnh Phòng không trực thuộc Bộ Quốc phòng
Trước chiến cuộc leo thang, để đáp ứng yêu cầu chiến đấu hiệp đồng chỉ huy thống nhất, ngày 22-10-1963, Chủ tịch Hồ Chí Minh đã ký Sắc lệnh và Bộ Quốc phòng đã ra Quyết định số 50/QĐ thành lập Quân chủng Phòng không- Không quân, trên cơ sở hợp nhất Bộ Tư lệnh Phòng không và Cục Không quân.
Ngày 19 tháng 5 năm 1965, thành lập Bộ Tư lệnh Phòng không Hà Nội (từ tháng 3 năm 1967 đổi là Sư đoàn phòng không 361) và Bộ Tư lệnh Phòng không Hải Phòng (từ tháng 3 năm 1967 đổi là Sư đoàn phòng không 363).
Ngày 21 tháng 6 năm 1966, thành lập Sư đoàn phòng không 367. Tiền thân là trung đoàn pháo cao xạ 367.
Tháng 1 năm 1968, thành lập Sư đoàn phòng không 375 thuộc Bộ Tư lệnh Quân khu 4.
Ngày 27 tháng 5 năm 1968, thành lập Sư đoàn phòng không 377.
Ngày 29 tháng 3 năm 1973, thành lập Sư đoàn phòng không 673 tại Trị-Thiên.

#### Các chiến công
Trong cuộc chiến tranh Việt Nam, theo tuyên truyền của phía Hà Nội thì Quân chủng Phòng không- Không quân đã bắn rơi 2.635 máy bay của Hoa Kỳ.
Các sư đoàn phòng không được tuyên dương khen thưởng sau chiến tranh bao gồm Sư đoàn 361, 363, 365, 367 và 375.
Tại cầu Long Biên Hà Nội, các lực lượng vũ trang của Quân đội nhân dân Việt Nam bảo vệ cầu trong những năm 1965-1967 đã thả bóng bay, tạo sương mù của lực lượng bộ đội hoá học đối với máy bay Mỹ.

### Từ năm 1975 đến nay
Sau Chiến tranh Việt Nam các đơn vị thuộc binh chủng pháo phòng không thuộc Quân đội nhân dân Việt Nam đảm nhiệm nhiệm vụ bảo vệ vùng trời lãnh thổ và lãnh hải của Việt Nam. Đến năm 1979, các đơn vị pháo phòng không tham gia Chiến tranh biên giới Việt-Trung, 1979 và Chiến tranh biên giới Tây Nam trong nhiệm vụ hỗ trợ hỏa lực bộ binh và phòng không.
Ngày nay để tăng hiệu quả trong việc tác chiến và huấn luyện, cũng như góp phần vào quá trình hiện đại hóa Quân đội nhân dân Việt Nam, binh chủng pháo phòng không cũng được hiện đại hóa, điển hình như việc nâng cấp pháo phòng không 37 mm với nhiều chức năng được tự động hóa, phục vụ chiến đấu cả ngày lẫn đêm, tăng độ chuẩn xác.
Việt Nam hiện nay đang sở hữu một lưới lửa phòng không đa tầm và dày đặc, có thể chống trả lại một cuộc tấn công đường không quy mô lớn mà trong đó hệ thống pháo cao xạ đang nhận nhiệm vụ ở tầm thấp, phối hợp với các đơn vị tên lửa phòng không, không quân làm chủ bầu trời hiệu quả.

## Các đơn vị hiện nay
Hiện nay có 6 sư đoàn phòng không chủ lực của Quân chủng Phòng không-Không quân. Các sư đoàn này bao gồm các trung đoàn tên lửa phòng không cùng pháo cao xạ phối hợp tác chiến, cụ thể:
- Thuộc Sư đoàn Phòng không 361, Quân đội nhân dân Việt Nam (Đoàn phòng không Hà Nội): thành lập ngày 19 tháng 5 năm 1965
  - Trung đoàn pháo phòng không 218 (Đoàn Hoa Lư)
  - Trung đoàn pháo phòng không 280 (Đoàn Hồng Lĩnh)
- Thuộc Sư đoàn Phòng không 363, Quân đội nhân dân Việt Nam (Đoàn phòng không Hải Phòng): thành lập ngày 19 tháng 5 năm 1965
  - Trung đoàn pháo phòng không 240
- Thuộc Sư đoàn Phòng không 365, Quân đội nhân dân Việt Nam (Đoàn phòng không Bắc Thái): thành lập ngày 23 tháng 6 năm 1966
  - Trung đoàn pháo phòng không 228 (Đoàn Hàm Rồng)
- Thuộc Sư đoàn Phòng không 367, Quân đội nhân dân Việt Nam (Đoàn phòng không thành phố Hồ Chí Minh): thành lập ngày 21 tháng 9 năm 1954.
  - Trung đoàn pháo phòng không 230 (Đoàn Thống Nhất)
- Thuộc Sư đoàn Phòng không 375, Quân đội nhân dân Việt Nam (Đoàn phòng không Đà Nẵng): thành lập tháng 1 năm 1968
  - Trung đoàn pháo phòng không 224 (Đoàn Tô Vĩnh Diện)
- Thuộc Sư đoàn Phòng không 377, Quân đội nhân dân Việt Nam: thành lập ngày 27 tháng 5 năm 1968.
  - Trung đoàn pháo phòng không 591 (Đoàn Trường Sơn)

## Trang bị
| Ảnh                      | Tên Pháo                 | Nguồn gốc                | Loại                           | Phiên bản                | Số lượng                                                                                              | Chú thích |
| Pháo phòng không tự hành | Pháo phòng không tự hành | Pháo phòng không tự hành | Pháo phòng không tự hành       | Pháo phòng không tự hành | Pháo phòng không tự hành                                                                              | Pháo phòng không tự hành |
| ------------------------ | ------------------------ | ------------------------ | ------------------------------ | ------------------------ | --- | --- |
|                          | ZSU-23-4 Shilka          | Liên Xô                  | Pháo cao xạ tự hành            | ZSU-23-4 Shilka          | 100                                                                                                   | |
|                          | ZSU-57-2                 | Liên Xô                  | Pháo cao xạ tự hành            | ZSU-57-2                 | Lúc cao điểm có 500 ZSU-57-2 s đang phục vụ trong quân đội Việt Nam. Hiện có 200 chiếc đang hoạt động | Đã loại khỏi biên chế |
|                          | K63/K65                  | Trung Quốc               | Pháo cao xạ tự hành            |                          | | [ 8 ] |
| Súng máy phòng không     |                          |                          |                                |                          | | |
|                          | DShK                     | Liên Xô                  | Súng máy phòng không 12,7 mm   | DShKM                    | Hơn 1000                                                                                              | |
|                          | NSV                      | Liên Xô                  | Súng máy phòng không 12,7 mm   | NSVM                     | Hơn 1000                                                                                              | Sản xuất nội địa bởi nhà máy Z111 dưới sự cho phép từ phía Kazakhstan |
|                          | ZPU-1/2/4                | Liên Xô                  | Súng máy phòng không 14,5 mm   | Phiên bản 4 nòng ZPU-4   | Hơn 1000                                                                                              | |
| Pháo cao xạ              |                          |                          |                                |                          | | |
|                          | ZU-23-2                  | Liên Xô                  | Pháo cao xạ phòng không 23 mm  | ZU-23-2M                 | 2500                                                                                                  | Khoảng hơn 300 tổ ZU-23-2 do Việt Nam mua trực tiếp từ Liên Xô (Nga) từ thời Chiến tranh Việt Nam cho đến nay. Ngoài ra, vài phiên bản khác của ZU-23-2 được Việt Nam đặt mua của Cộng hòa Séc, Slovakia, Ba Lan thì được lắp trên các tàu CSB |
|                          | 61-K 37 mm               | Liên Xô                  | Pháo cao xạ phòng không 37 mm  | 61-K phiên bản 2 nòng    | 260                                                                                                   | |
|                          | S-60 AZP 57 mm           | Liên Xô                  | Pháo cao xạ phòng không 57 mm  | S-60                     | 250                                                                                                   | Đã được tự động hóa |
|                          | KS-19 100 mm             | Liên Xô                  | Pháo cao xạ phòng không 100 mm |                          | | Đã loại khỏi biên chế |